# 1994年體育

1994年重要國際體育賽事包括：
- 第十五屆世界盃足球賽；6月17日至7月17日於美國舉行

## 體育大事

### 4月至6月
- 5月1日——三屆一級方程式賽車冠軍於聖馬力諾大獎賽比賽期間發生意外傷重不治。

### 7月至9月
- 7月17日——巴西於十二碼階段以三比二擊敗意大利第四次奪得世界盃足球賽冠軍。

## 足球
主條目：1994年足球